# Cochlefelis spatula
Cochlefelis spatula és una espècie de peix de la família dels àrids i de l'ordre dels siluriformes.

## Morfologia
- Els mascles poden assolir 60 cm de longitud total.[2][3]

## Alimentació
Menja principalment gambes dels gèneres Macrobrachium i Caridina.

## Hàbitat
És un peix d'aigua dolça i de clima tropical.

## Distribució geogràfica
Es troba a Nova Guinea.